# Warren Barguil
Warren Barguil (* 28. října 1991) je francouzský profesionální silniční cyklista jezdící za UCI WorldTeam Team dsm–firmenich PostNL. Jeho největšími úspěchy byla vítězství ve 2 etapách a ve vrchařské soutěži na Tour de France 2017.

## Kariéra

### Začátky
Barguil, jenž se narodil v bretaňském Hennebontu, svou profesionální kariéru zahájil v roce 2011, když jezdil jako stážista za tým Bretagne–Schuller. Na Tour de l'Avenir vyhrál za francouzský národní tým 8. etapu a získal celkové 5. místo. Následující rok jezdil znovu jako stážista, tentokrát za tým Argos–Shimano. V sezóně vyhrál celkově Tour de l'Avenir a byl druhý na Tour des Pays de Savoie.

### Argos–Shimano (2013–2017)

#### Sezóna 2013
Před sezónou 2013 se Barguil stal regulérním členem týmu a ihned získal největší vítězství své krátké profesionální kariéry, když na Vueltě a España vyhrál etapy 13 a 16. Další vítězství už v sezóně nezískal, ale na Rund um Köln dojel čtvrtý a na Grand Prix La Marseillaise se umístil osmý.

#### Sezóna 2014
První umístění v nejlepší desítce získal Barguil na La Drôme Classic, kde si připsal osmé místo. O týden později obsadil stejnou příčku na Strade Bianche. Na Voltě a Catalunya se poprvé v profesionální kariéře dostal do top desítky celkového pořadí na etapovém závodu díky svému devátému místu. Barguil se chtěl zúčastnit Tour de France, ale tým ho namísto poslal na Vueltu a España, kde se však měl tentokrát zaměřit na celkové pořadí. Barguil dokončil závod na 8. místě v této klasifikaci, nejlepším výsledkem v etapě byla šestá pozice ve 20. etapě s vrcholovým finišem na Puerto Ancares. Svou formu si udržel až do čínského závodu Tour of Beijing a získal tam 6. místo celkově.

#### Sezóna 2015
V této sezóně si Barguil poprvé v kariéře stanovil za vrchol Tour de France. Na jarních klasikách měl problémy se svou formou, avšak na Tour de Suisse, přípravném závodu před Tour de France, dokončil na 12. příčce v celkovém pořadí. Týden poté dokončil silniční závod na francouzském národním šampionátu na čtvrtém místě. Barguil zahájil Tour de France skvělým úvodním víkendem, kde získal 13. místo na Mûr-de-Bretagne a držel se na průběžné 8. pozici v celkovém pořadí. Ve třetím týdnu však začal ztrácet čas a v průběhu posledních etap vypadl z desítky nejlepších. Do Paříže dojel na celkovém 14. místě.

#### Sezóna 2016

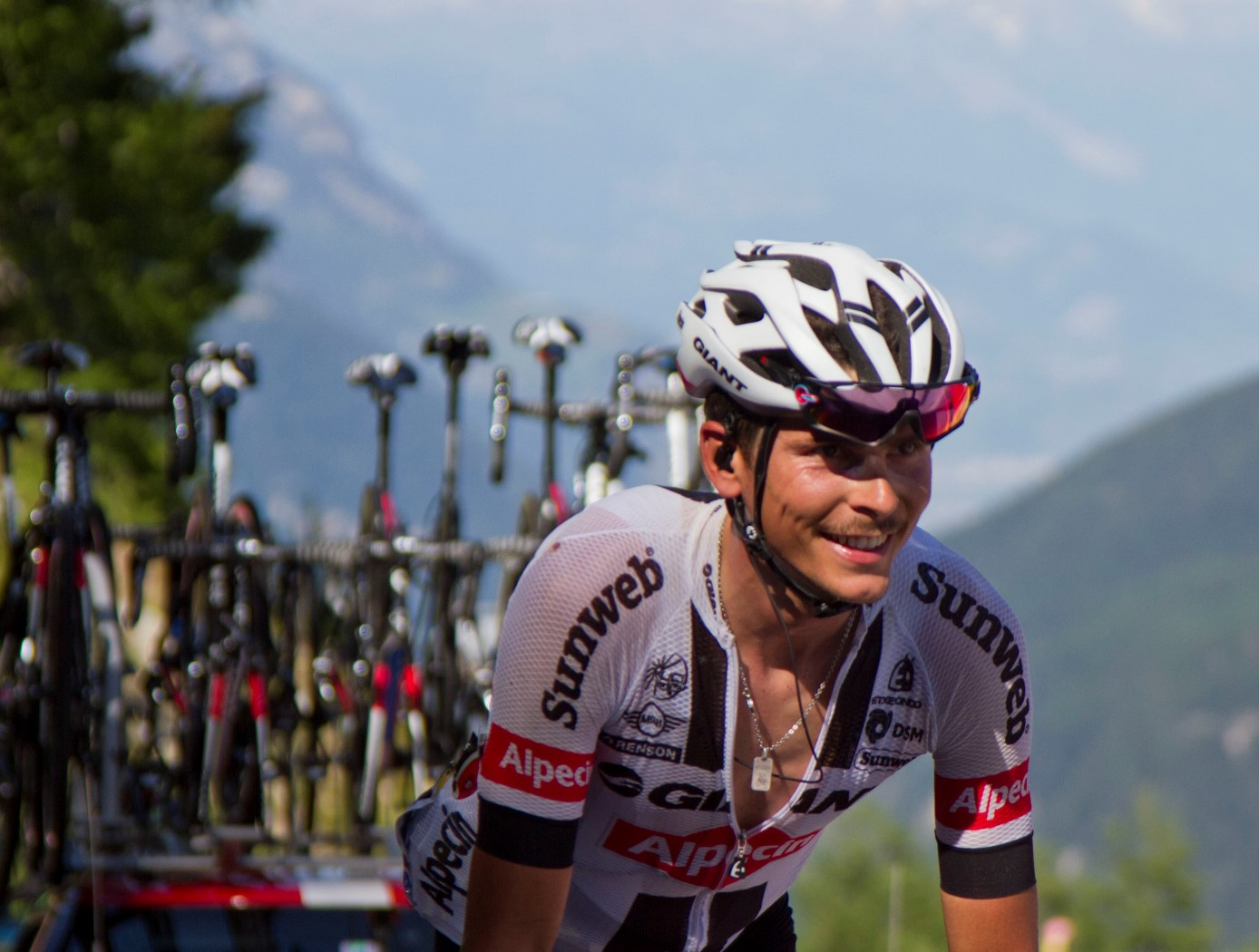
Barguil na Tour de France 2016.

23. ledna se Barguil zapojil do nehody šesti členů týmu Team Giant–Alpecin, kteří byli při tréninku ve Španělsku sraženi autem, jež vjelo cyklistům do cesty. Všichni závodníci byli po incidentu ve stabilní kondici.
První úspěchy posbíral Barguil na ardenských klasikách ve formě devátého místa na Valonském šípu a šestého místa na monumentu Lutych–Bastogne–Lutych. V 7. etapě Tour de Suisse s cílem v Söldenu se Barguil umístil na třetí příčce a proto získal žlutý dres pro lídra celkového pořadí. V následující etapě, individuální časovce, se však nebyl schopen umístit lépe než na 21. pozici a vedení tak ztratil ve prospěch Miguela Ángela Lópeze; konečným Barguilovým umístěním v celkovém pořadí bylo 3. místo. Na Tour de France Barguil znovu ukazoval v úvodním týdnu skvělou formu a nejvýše se v celkovém pořadí vyšplhal na 4. pozici. Později v závodě ho však dobrá kondice postupně opouštěla a ve výsledku se propadl až na 23. místo v cíli. Ve zbytku sezóny se zúčastnil silničního závodu na olympijských hrách a Vuelty a España 2016, oba dva závody však nedokončil. Nejlepším podzimním výsledkem se stalo 8. místo na monumentu Il Lombardia.

#### Sezóna 2017

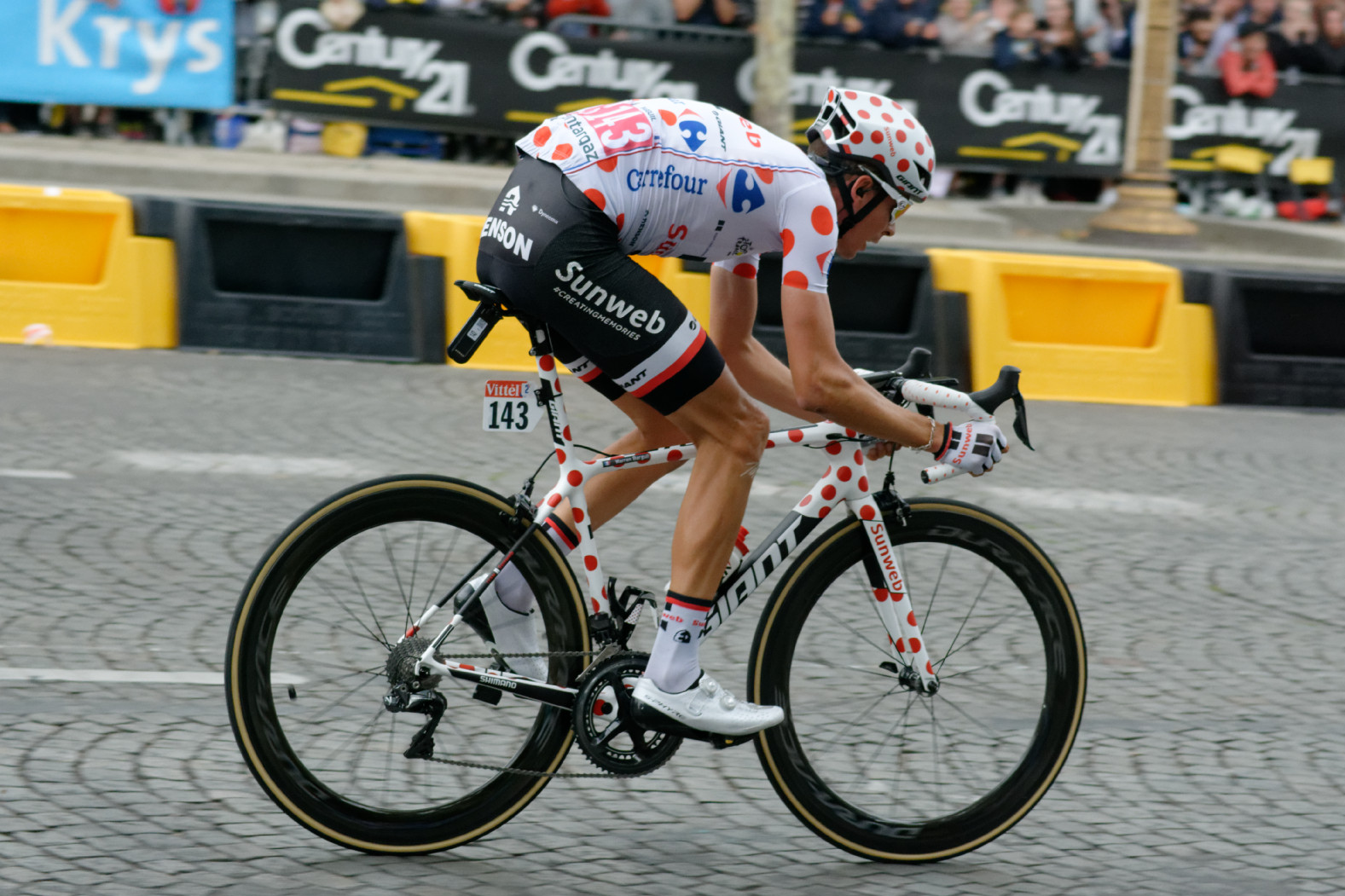
Na Tour de France 2017 Barguil vyhrál vrchařskou soutěž.

První významnější úspěch zaznamenal Barguil na Paříž–Nice, kde získal celkové 8. místo. Po ardenských klasikách, na nichž byla Barguilovým maximem šestá příčka na Valonském šípu, se zúčastnil Tour de Romandie, kde si však zlomil pánev. Byl tak vyřazen na pár týdnů ze závodění. Svůj návrat do pelotonu uskutečnil na Critériu du Dauphiné, avšak bez výraznějších výsledků. Na Tour de France se po 9. etapě stal lídrem vrchařské soutěže; v boji o etapový triumf byl v cíli v Chambéry těsně poražen Rigobertem Uránem. Barguil si původně myslel, že vyhrál, ale cílová fotografie potvrdila Uránovo vítězství. Svý první etapový úspěch na Tour de France si připsal ve 13. etapě, kdy ve sprintu v cílovém Foix porazil spolujezdce z čtyřčlenného úniku Naira Quintanu, Alberta Contadora a Mikela Landu. Stal se tak prvním francouzským vítězem na Den Bastilly od roku 2005, kdy vyhrál David Moncoutié. Barguil následně proťal cílovou pásku jako první i v 18. etapě, jejíž cíl byl umístěn na Col d'Izoard, hors catégorie tohoto ročníku, poté, co 800 m před cílem dojel osamoceného závodníka na čele Darwina Atapumu, jenž ještě 5 km před koncem měl náskok 1 minuty a 45 sekund. Po tomto triumfu již měl Barguil ve vrchařské soutěži nepřekonatelný náskok 89 bodů na druhého Primože Rogliče. Závod však dokončil nejen s triumfem v této klasifikaci; v celkovém pořadí dojel desátý a na pódium se postavil i jako vítěz ceny bojovnosti.
Na Vueltě a España byl Barguil vyhozen ze závodu svým týmem před startem 8. etapy. Po dojetí 7. etapy ležel na průběžné 13. příčce v celkovém pořadí, minutu a 43 sekund za lídrem závodu Chrisem Froomem. Důvody udané Teamem Sunweb pro stáhnutí Barguila ze závodu byl nesouhlas s týmem ohledně taktik a cílů závodu. Barguil požadoval volnou roli podobnou té na Tour de France, aby mohl bojovat o etapová vítězství a vrchařskou soutěž, což utvořilo několik neshod s vedením týmu. Barguil také odmítl pomoct Wilcu Keldermanovi, lídrovi týmu pro celkové pořadí, poté, co měl v 7. etapě defekt, kvůli němuž ztratil čas na ostatní favority.

### Fortuneo–Samsic (2018–2023)

#### Sezóna 2018

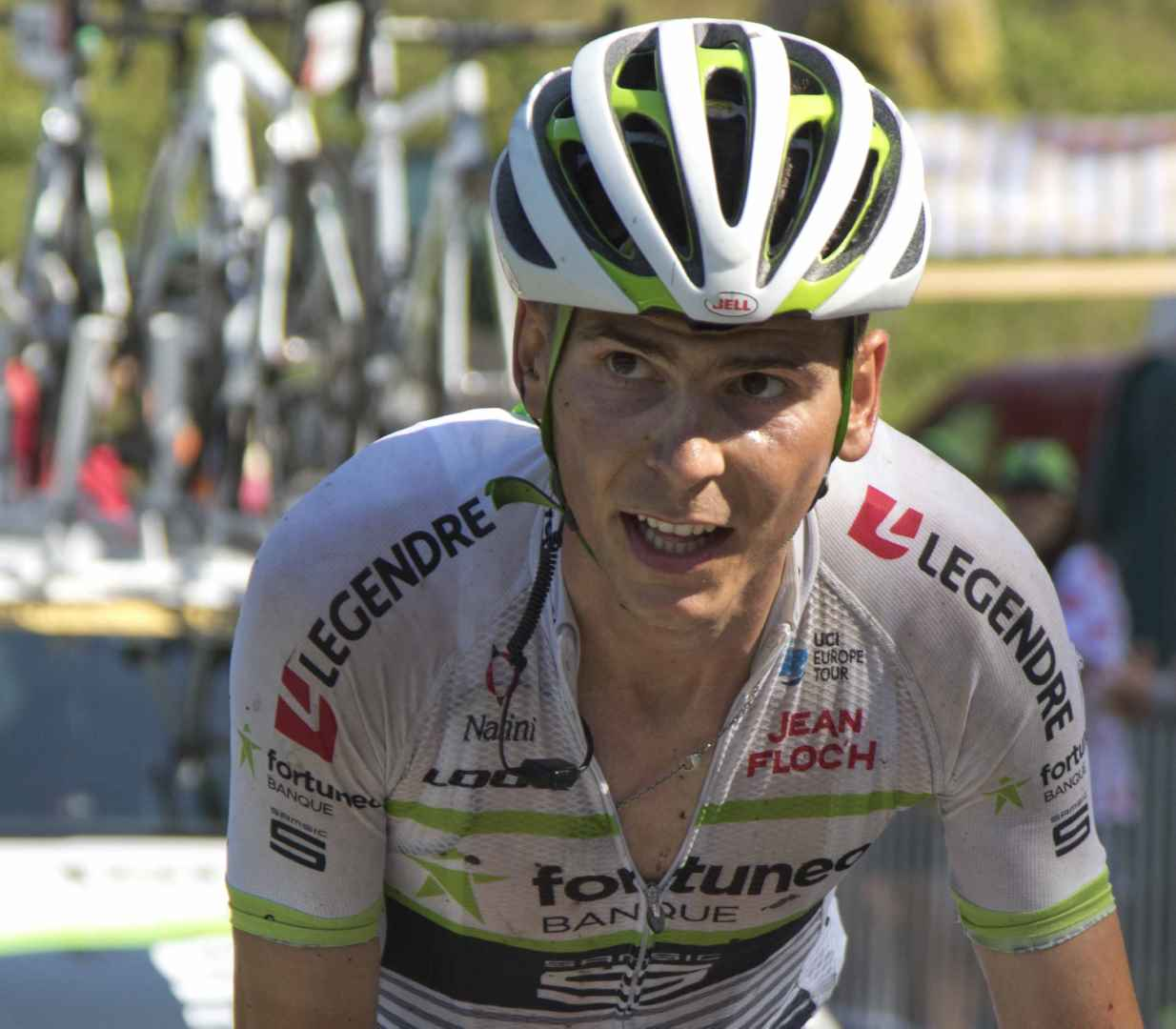
Barguil na Tour de France 2018.

Před sezónou 2018 podepsal Barguil tříletý kontrakt s francouzským UCI Professional Continental týmem Fortuneo–Samsic. Svou sezónu Barguil zahájil na Tour La Provence, kterou dokončil na celkové 32. pozici. V Barguilově prvním World Tourovém závodu sezóny, Paříž–Nice, dosáhl na celkové 17. místo. O pár týdnů později získal celkovou 15. příčku na Voltě a Catalunya. Na Critériu du Dauphiné zaútočil v 6. etapě, ale byl později dojet skupinou favoritů. Na Tour de France se poprvé do úniku dostal v první horské etapě, avšak bez žádného úspěchu. V průběhu závodu bojoval o obhajobu triumfu ve vrchařské soutěži, ta se však nakonec nevydařila. V Paříži závod ukončil na 2. pozici ve vrchařské soutěži a na sedmnácté v boji o žlutý dres. První umístění mezi deseti nejlepšími přišlo v podobě 6. místa celkově na Deutschland Tour. V záři bylo pro Barguila nejlepším výsledkem 3. místo na Grand Prix de Wallonie.

#### Sezóna 2019
Po složitém začátku sezóny vyhrál Barguil v červnu silniční závod na francouzském národním šampionátu ze sprintu. Kvůli nedostatku úspěchu předtím uvažoval o možném konci kariéry. Do Tour de France Barguil vstupoval jako vždy s cílem získání etapových triumfů. I přes opakované útoky v několika horských etapách potvrzujících dobrou kondici Barguil nebyl schopen získal žádné vítězství, v celkovém pořadí však dokončil na 10. místě. Po Tour de France Barguil potvrdil, že zůstane s týmem Arkéa–Samsic i v následující sezóně i přes zájem několika UCI WorldTeamů.

#### Sezóna 2022
V březnu se Barguil zúčastnil poprvé v kariéře Tirrena–Adriatica. V 5. etapě se dostal do úniku, z nějž se mu povedlo po sólovém útoku v závěru dne vyhrát s náskokem 10 sekund na Xandra Meurisseho. Ziskal tak své první vítězství v UCI World Tour po pěti letech.

### Team dsm–firmenich PostNL (2024–)
V srpnu 2023 bylo oznámeno, že Barguil podepsal tříletý kontrakt s UCI WorldTeamem Team dsm–firmenich, později přejmenovaném na Team dsm–firmenich PostNL, od sezóny 2024.

## Hlavní výsledky
2009
Národní šampionát
 vítěz silničního závodu juniorů
4. místo Tour de Vallées
Le Trophée Centre Morbihan
8. místo celkově
2010
3. místo La Melrandaise
2011
Coupe des nations Ville Saguenay
4. místo celkově
Tour de l'Avenir
5. místo celkově
vítěz 8. etapy
8. místo Paříž–Tours Espoirs
Tour de l'Ain
10. místo celkově
2012
Tour de l'Avenir
 celkový vítěz
 vítěz bodovací soutěže
 vítěz vrchařské soutěže
vítěz 4. etapy
Tour des Pays de Savoie
2. místo celkově
 vítěz bodovací soutěže
 vítěz vrchařské soutěže
 vítěz soutěže mladých jezdců
vítěz 2. etapy
2. místo Paříž–Tours Espoirs
Tour Alsace
3. místo celkově
 vítěz soutěže mladých jezdců
2013
Vuelta a España
vítěz etap 13 a 16
4. místo Rund um Köln
8. místo Grand Prix d'Ouverture La Marseillaise
9. místo Amstel Curaçao Race
2014
Tour of Beijing
6. místo celkově
Vuelta a España
8. místo celkově
8. místo La Drôme Classic
8. místo Strade Bianche
Volta a Catalunya
9. místo celkově
2015
Národní šampionát
4. místo silniční závod
8. místo International Road Cycling Challenge
9. místo Clásica de San Sebastián
9. místo Grand Prix Cycliste de Québec
2016
Tour de Suisse
3. místo celkově
6. místo Lutych–Bastogne–Lutych
8. místo Il Lombardia
9. místo Valonský šíp
10. místo Milán–Turín
2017
6. místo Valonský šíp
Paříž–Nice
8. místo celkově
Tour de France
10. místo celkově
 vítěz vrchařské soutěže
vítěz etap 13 a 18
 cena bojovnosti celková a po 9. etapě
2018
3. místo Grand Prix de Wallonie
Deutschland Tour
6. místo celkově
10. místo Coppa Sabatini
10. místo Memorial Marco Pantani
2019
Národní šampionát
 vítěz silničního závodu
Arctic Race of Norway
2. místo celkově
3. místo La Drôme Classic
6. místo Coppa Ugo Agostoni
9. místo Trofeo Campos, Porreres, Felanitx, Ses Salines
9. místo Trofeo Andratx–Lloseta
9. místo Giro della Toscana
Tour de France
10. místo celkově
2020
2. místo La Drôme Classic
4. místo Valonský šíp
4. místo Faun-Ardèche Classic
5. místo Brabantský šíp
5. místo Paříž–Tours
Route d'Occitanie
7. místo celkově
Critérium du Dauphiné
9. místo celkově
9. místo Lutych–Bastogne–Lutych
2021
Tour du Limousin
 celkový vítěz
2. místo Grand Prix de Wallonie
Národní šampionát
4. místo silniční závod
5. místo Valonský šíp
Arctic Race of Norway
8. místo celkově
9. místo La Drôme Classic
2022
vítěz GP Miguel Indurain
Tirreno–Adriatico
vítěz 5. etapy
3. místo Brabantský šíp
Národní šampionát
4. místo silniční závod
7. místo Vuelta a Murcia
7. místo Clásica Jaén Paraíso Interior
8. místo Faun-Ardèche Classic
8. místo Trofeo Serra de Tramuntana
8. místo Tour du Finistère
9. místo Valonský šíp
9. místo La Drôme Classic
10. místo Grand Prix Cycliste de Québec
10. místo Grand Prix Cycliste de Montréal
10. místo Grand Prix de Wallonie
Tour de France
 cena bojovnosti po 11. etapě
2023
4. místo Coppa Ugo Agostoni
9. místo Clásica Jaén Paraíso Interior
10. místo Valonský šíp
10. místo Giro dell'Emilia
2024
6. místo Muscat Classic

### Výsledky na etapových závodech
| Výsledky na Grand Tours        |      |      |      |      |      |      |      |      |      |      |      |      |
| Grand Tour                     | 2013 | 2014 | 2015 | 2016 | 2017 | 2018 | 2019 | 2020 | 2021 | 2022 | 2023 | 2024 |
| Giro d'Italia                  | —    | —    | —    | —    | —    | —    | —    | —    | —    | —    | 17   | —    |
| Tour de France                 | —    | —    | 14   | 23   | 10   | 17   | 10   | 14   | DNF  | DNF  | 22   | 40   |
| Vuelta a España                | 38   | 8    | —    | DNF  | DNF  | —    | —    | —    | —    | —    | —    |      |
| Výsledky na etapových závodech |      |      |      |      |      |      |      |      |      |      |      |      |
| Závod                          | 2013 | 2014 | 2015 | 2016 | 2017 | 2018 | 2019 | 2020 | 2021 | 2022 | 2023 | 2024 |
| Paříž–Nice                     | 72   | —    | DNF  | —    | 8    | 17   | DNF  | DSQ  | 14   | —    | —    |      |
| Tirreno–Adriatico              | —    | —    | —    | —    | —    | —    | —    | —    | —    | 20   | 24   |      |
| Volta a Catalunya              | —    | 9    | 17   | 22   | —    | 15   | DNF  | NS   | —    | —    | —    |      |
| Kolem Baskicka                 | DNF  | 20   | —    | DNF  | 16   | —    | —    | NS   | —    | —    | —    |      |
| Tour de Romandie               | —    | —    | —    | —    | DNF  | —    | —    | NS   | —    | —    | —    |      |
| Critérium du Dauphiné          | 18   | —    | —    | —    | 30   | 19   | 13   | 9    | 38   | 24   | —    |      |
| Tour de Suisse                 | —    | 30   | 12   | 3    | —    | —    | —    | NS   | —    | —    | —    |      |

### Výsledky na klasikách
| Monument                        | 2013                             | 2014                             | 2015                             | 2016                             | 2017                             | 2018                             | 2019                             | 2020                             | 2021                             | 2022                             | 2023                             |
| ------------------------------- | -------------------------------- | -------------------------------- | -------------------------------- | -------------------------------- | -------------------------------- | -------------------------------- | -------------------------------- | -------------------------------- | -------------------------------- | -------------------------------- | -------------------------------- |
| Milán – San Remo                | —                                | —                                | —                                | —                                | —                                | —                                | —                                | —                                | 44                               | —                                | 40                               |
| Kolem Flander                   | —                                | —                                | —                                | —                                | —                                | —                                | —                                | —                                | 36                               | —                                | —                                |
| Paříž–Roubaix                   | Nezúčastnil se během své kariéry | Nezúčastnil se během své kariéry | Nezúčastnil se během své kariéry | Nezúčastnil se během své kariéry | Nezúčastnil se během své kariéry | Nezúčastnil se během své kariéry | Nezúčastnil se během své kariéry | Nezúčastnil se během své kariéry | Nezúčastnil se během své kariéry | Nezúčastnil se během své kariéry | Nezúčastnil se během své kariéry |
| Lutych–Bastogne–Lutych          | —                                | 29                               | 34                               | 6                                | 38                               | 53                               | —                                | 9                                | 26                               | 15                               | DNF                              |
| Giro di Lombardia               | 47                               | 36                               | 20                               | 8                                | 34                               | 26                               | —                                | —                                | —                                | 12                               | 24                               |
| Klasika                         | 2013                             | 2014                             | 2015                             | 2016                             | 2017                             | 2018                             | 2019                             | 2020                             | 2021                             | 2022                             | 2023                             |
| Strade Bianche                  | —                                | 8                                | —                                | —                                | —                                | —                                | —                                | —                                | —                                | 27                               | 20                               |
| Amstel Gold Race                | —                                | —                                | 72                               | 15                               | 45                               | —                                | —                                | NS                               | 25                               | 21                               | 35                               |
| Valonský šíp                    | DNF                              | 23                               | 26                               | 9                                | 6                                | 45                               | —                                | 4                                | 5                                | 9                                | 10                               |
| Clásica de San Sebastián        | —                                | —                                | 9                                | 54                               | 13                               | —                                | —                                | NS                               | 44                               | —                                | —                                |
| Bretagne Classic                | —                                | —                                | 56                               | —                                | —                                | —                                | 12                               | —                                | 20                               | 13                               | 34                               |
| Grand Prix Cycliste de Québec   | —                                | —                                | 9                                | —                                | —                                | —                                | —                                | Nejelo se                        | Nejelo se                        | 10                               | 24                               |
| Grand Prix Cycliste de Montréal | —                                | —                                | 27                               | —                                | —                                | —                                | —                                | Nejelo se                        | Nejelo se                        | 10                               | 21                               |
| Paříž–Tours                     | 70                               | —                                | —                                | 171                              | —                                | —                                | —                                | 5                                | —                                | —                                | —                                |

### Výsledky na šampionátech
| Akce              | Akce           | 2013      | 2014      | 2015      | 2016 | 2017      | 2018      | 2019      | 2020      | 2021 | 2022      | 2023      |
| ----------------- | -------------- | --------- | --------- | --------- | ---- | --------- | --------- | --------- | --------- | ---- | --------- | --------- |
| Olympijské hry    | Silniční závod | Nejelo se | Nejelo se | Nejelo se | DNF  | Nejelo se | Nejelo se | Nejelo se | Nejelo se | —    | Nejelo se | Nejelo se |
| Mistrovství světa | Silniční závod | DNF       | 19        | —         | —    | 37        | DNF       | —         | —         | —    | —         | —         |
| Národní šampionát | Silniční závod | 14        | 12        | 4         | 33   | —         | 7         | 1         | 27        | 4    | 4         | DNF       |

| —   | Nezúčastnil se |
| DNF | Nedokončil     |